# Elezioni regionali in Emilia-Romagna del 1990
Le elezioni regionali in Emilia-Romagna del 1990 si tennero il 6-7 maggio.
Un accordo PCI-PSI porta il socialista Enrico Boselli a guidare il governo regionale, per la prima volta aperto a tutte le forze politiche di sinistra e centro-sinistra con il sostegno di PSDI e PRI.

## Risultati elettorali
| Liste                                                  | Voti      | %     | Seggi |
| ------------------------------------------------------ | --------- | ----- | ----- |
| Partito Comunista Italiano (PCI)                       | 1.231.631 | 42,06 | 23    |
| Democrazia Cristiana (DC)                              | 683.979   | 23,36 | 13    |
| Partito Socialista Italiano (PSI)                      | 362.319   | 12,37 | 6     |
| Partito Repubblicano Italiano (PRI)                    | 140.144   | 4,78  | 2     |
| Lista Verde (LV)                                       | 97.676    | 3,34  | 1     |
| Movimento Sociale Italiano - Destra Nazionale (MSI-DN) | 88.718    | 3,03  | 1     |
| Lega Nord Emilia-Romagna (LN)                          | 85.379    | 2,92  | 1     |
| Partito Socialista Democratico Italiano (PSDI)         | 55.244    | 1,89  | 1     |
| Verdi Arcobaleno (VA)                                  | 46.770    | 1,60  | 1     |
| Partito Liberale Italiano (PLI)                        | 42.916    | 1,47  | 1     |
| Antiproibizionisti sulla Droga                         | 30.365    | 1,04  | -     |
| Democrazia Proletaria (DP)                             | 24.146    | 0,82  | -     |
| Caccia Pesca Ambiente (CPA)                            | 20.540    | 0,70  | -     |
| Partito Pensionati                                     | 12.764    | 0,44  | -     |
| Lista Ecologica                                        | 5.705     | 0,19  | -     |
| Totale                                                 | 2.928.296 |       | 50    |

| Riepilogo dei seggi | Riepilogo dei seggi | Riepilogo dei seggi | Riepilogo dei seggi | Riepilogo dei seggi | Riepilogo dei seggi | Riepilogo dei seggi |
| ------------------- | ------------------- | ------------------- | ------------------- | ------------------- | ------------------- | ------------------- |
|                     |                     |                     |                     |                     |                     |                     |
| PCI                 | 23                  | ▼ 3                 |                     | PSI                 | 6                   | ▲ 2                 |
| PSDI                | 1                   | ━                   |                     | VA                  | 1                   | Nuovo               |
| LV                  | 1                   | ━                   |                     | LN                  | 1                   | Nuovo               |
| PRI                 | 2                   | ━                   |                     | DC                  | 13                  | ━                   |
| PLI                 | 1                   | ━                   |                     | MSI-DN              | 1                   | ▼ 1                 |

## Consiglieri eletti
| Collegio      | Lista                                         | Eletto                 |
| ------------- | --------------------------------------------- | ---------------------- |
| Bologna       | Partito Comunista Italiano                    | Felicia Bottino        |
| Bologna       | Partito Comunista Italiano                    | Paola Bottoni          |
| Bologna       | Partito Comunista Italiano                    | Federico Castellucci   |
| Bologna       | Partito Comunista Italiano                    | Giorgio Frabboni       |
| Bologna       | Partito Comunista Italiano                    | Luigi Mariucci         |
| Bologna       | Partito Comunista Italiano                    | Katia Zanotti          |
| Bologna       | Democrazia Cristiana                          | Fabio Garagnani        |
| Bologna       | Democrazia Cristiana                          | Virginiangelo Marabini |
| Bologna       | Democrazia Cristiana                          | Ivo Cremonini          |
| Bologna       | Partito Socialista Italiano                   | Enrico Boselli         |
| Bologna       | Lista Verde                                   | Paolo Galletti         |
| Bologna       | Movimento Sociale Italiano - Destra Nazionale | Stefano Morselli       |
| Bologna       | Partito Socialista Democratico Italiano       | Dario Lodi             |
| Bologna       | Partito Liberale Italiano                     | Gualtiero Fiorini      |
| Bologna       | Verdi Arcobaleno                              | Carduccio Parizzi      |
| Ferrara       | Partito Comunista Italiano                    | Alfredo Sandri         |
| Ferrara       | Partito Comunista Italiano                    | Alessandra Zagatti     |
| Ferrara       | Democrazia Cristiana                          | Paolo Siconolfi        |
| Ferrara       | Partito Socialista Italiano                   | Carlo Perdomi          |
| Forlì         | Partito Comunista Italiano                    | Angiolino Mini         |
| Forlì         | Partito Comunista Italiano                    | Giovanni Bissoni       |
| Forlì         | Partito Comunista Italiano                    | Giovanna Filippini     |
| Forlì         | Democrazia Cristiana                          | Ermanno Vichi          |
| Forlì         | Democrazia Cristiana                          | Romano Colozzi         |
| Forlì         | Partito Socialista Italiano                   | Vittorio Pieri         |
| Forlì         | Partito Repubblicano Italiano                 | Denis Ugolini          |
| Modena        | Partito Comunista Italiano                    | Luciano Guerzoni       |
| Modena        | Partito Comunista Italiano                    | Giuliano Barbolini     |
| Modena        | Partito Comunista Italiano                    | Werther Cigarini       |
| Modena        | Partito Comunista Italiano                    | Renato Cocchi          |
| Modena        | Democrazia Cristiana                          | Carlo Giovanardi       |
| Modena        | Democrazia Cristiana                          | Emilio Sabattini       |
| Modena        | Partito Socialista Italiano                   | Sergio Nigro           |
| Parma         | Partito Comunista Italiano                    | Luciano Petronio       |
| Parma         | Partito Comunista Italiano                    | Mario Tommasini        |
| Parma         | Democrazia Cristiana                          | Corrado Truffelli      |
| Parma         | Democrazia Cristiana                          | Giuseppe Costella      |
| Parma         | Partito Socialista Italiano                   | Claudio Talignani      |
| Parma         | Lega Nord                                     | Carla Uccelli Lampredi |
| Piacenza      | Democrazia Cristiana                          | Fausto Frontini        |
| Piacenza      | Partito Comunista Italiano                    | Pier Luigi Bersani     |
| Ravenna       | Partito Comunista Italiano                    | Elsa Signorino         |
| Ravenna       | Partito Comunista Italiano                    | Davide Visani          |
| Ravenna       | Democrazia Cristiana                          | Pier Antonio Rivola    |
| Ravenna       | Partito Repubblicano Italiano                 | Sauro Camprini         |
| Reggio Emilia | Partito Comunista Italiano                    | Moris Bonacini         |
| Reggio Emilia | Partito Comunista Italiano                    | Vincenzo Bertolini     |
| Reggio Emilia | Partito Comunista Italiano                    | Ivanna Rossi           |
| Reggio Emilia | Democrazia Cristiana                          | Luigi Bottazzi         |
| Reggio Emilia | Partito Socialista Italiano                   | Nando Odescalchi       |